# Mješko II. Lambert
Mješko II. Lambert (poljsko Mieszko II Lambert) iz dinastije Pjastov je bil od leta 1025 do 1031 kralj in od leta 1032 do svoje smrti vojvoda Poljske, * okoli 990, † 10./11. maj 1034.
Mješko II. je bil najstarejši sin kralja Boleslava I. Hrabrega in  njegove tretje žene Emnilde Lužiške. Ime je dobil verjetno po svojem starem očetu Mješku I. Njegovo drugo ime, Lambert, ki so ga včasih napačno imeli za priimek, so mu dali po svetem Lambertu in verjetno po očetovem polbratu Lambertu Mješkoviču. Domneva se, da je bila izbira tega njegovega imena izraz ogrevanja odnosov med očetom Boleslavom I. in njegovo mačeho Odo Haldenslebensko.
Leta 1028 in 1030 je organiziral dva uničujoča pohoda na Saško in zatem vodil obrambno vojno proti Nemčiji, Češki in kijevskim knezom. Leta 1031 je bil po napadu Jaroslava Modrega, ki je na poljski prestol postavil Mješkovega starejšega polbrata Bezprima, prisiljen na beg iz države. Zatekel se je na Češko, kjer ga je vojvoda Oldrih zaprl. Leta 1032 je ponovno pridobil oblast v enem od treh poljskih okrožij in nato združil državo in oživil preostale strukture oblasti. V tem času je Poljska  izgubila več ozemeljskih pridobitev njegovega očeta: Gornjo Lužico, znano tudi kot Milsko, del Spodnje Lužice, Rdečo Rutenijo, zahodni in osrednji deli Gornje Ogrske (zdaj Slovaška) in verjetno Moravsko.
Za svoje obdobje je bil zelo dobro izobražen. Znal je brati in pisati ter govoril grško in latinsko, zato je po krivici znan kot Mješko Leni, Mlačni in Počasni. Vzdevke je dobil zaradi načina, kako se je končalo njegovo vladanje. Na začetku je deloval kot spreten in nadarjen vladar.

## Sklic
1. ↑  Jasiński K. Rodowód pierwszych Piastów. str. 114.

| Mješko II. Lambert Dinastija PjastiRojen: ok. 990 Umrl: 10. ali 11. maj 1034 |                           |                                                |
| Vladarski nazivi                                                             |                           |                                                |
| Predhodnik: Boleslav I. Hrabri                                               | Kralj Poljske 1025–1031   | NezasedenoNaslednji nosilec nazivaBoleslav II. |
| Predhodnik: Bezprim                                                          | Vojvoda Poljske 1032–1034 | Naslednik: Kazimir I. Obnovitelj               |